# Umberto Tozzi

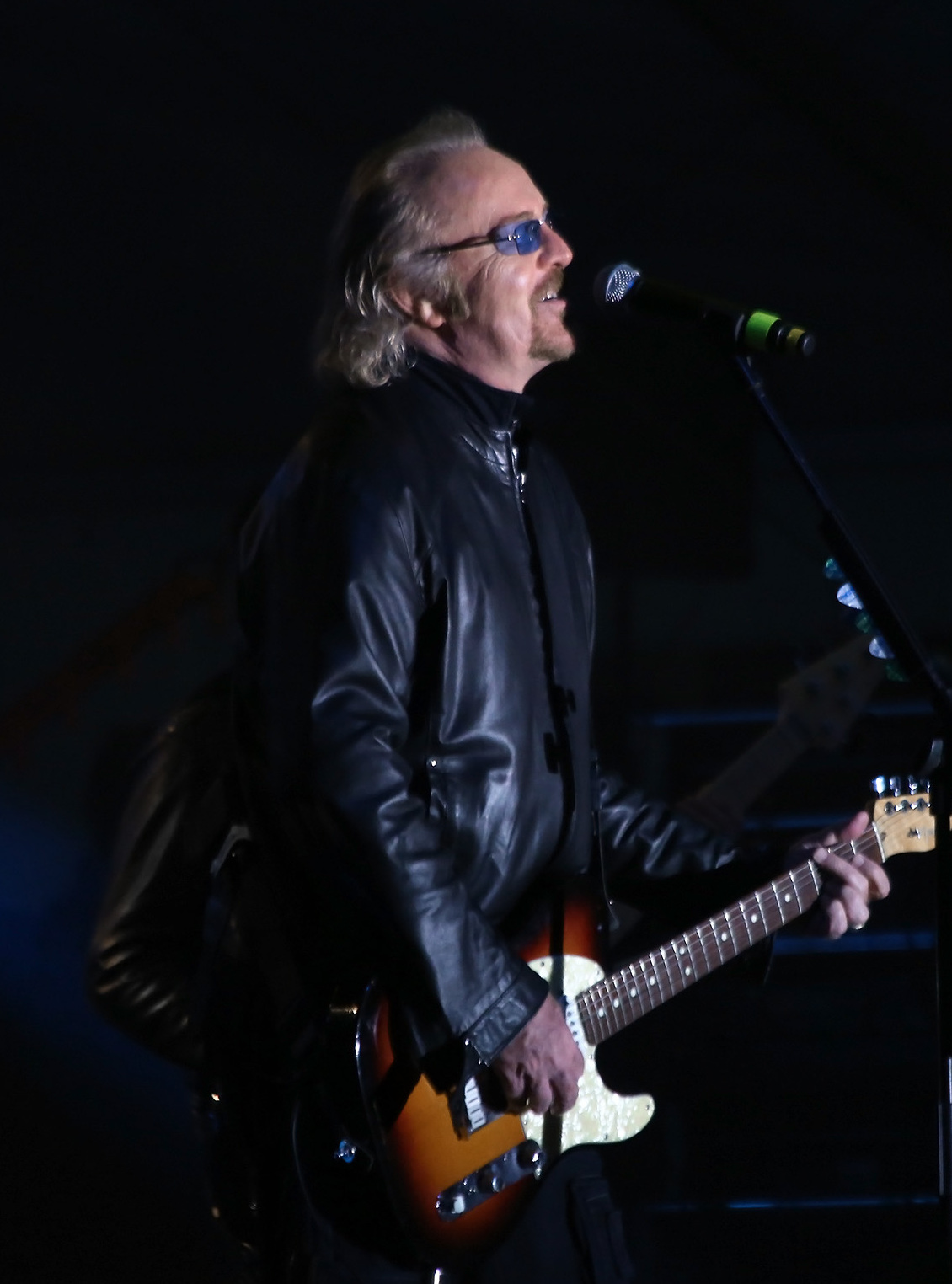
Umberto Tozzi (2014)

Umberto Antonio Tozzi (* 4. März 1952 in Turin) ist ein italienischer Pop-Rock-Musiker. Durch eine Reihe von Hits Ende der 1970er-Jahre (Ti amo, Tu und Gloria) wurde er international bekannt. 1987 gewann er mit Si può dare di più zusammen mit Gianni Morandi und Enrico Ruggeri das Sanremo-Festival und im selben Jahr vertrat er zusammen mit Raf Italien mit Gente di mare beim Eurovision Song Contest.

## Karriere
Tozzi begann seine Musikerkarriere 1968 im Alter von 16 Jahren als Gitarrist in der jungen Turiner Rockband Off Sound. Anschließend ging er mit Adriano Pappalardo, dessen Gruppe insgesamt 13 Musiker umfasste, auf eine landesweite Tournee. Schließlich begann er, Songs für andere zu schreiben, darunter große Namen wie Mina, Mia Martini, Fausto Leali, Riccardo Fogli oder Marcella Bella. 1974 entstand, zusammen mit Damiano Dattoli, Un corpo un’anima, das von Wess und Dori Ghezzi bei Canzonissima gesungen wurde und den Wettbewerb gewann. Nach diesem Erfolg als Songwriter begann die Zusammenarbeit mit Giancarlo Bigazzi und 1976 nahm Tozzi sein erstes Solo-Album Donna amante mia auf.
Der große Durchbruch kam für Tozzi Ende der 1970er-Jahre mit einem Hit-Hattrick: 1977 landete er mit Ti amo einen internationalen Bestseller, 1978 folgte Tu und 1979 erschien das ebenso erfolgreiche Gloria. Das gleichnamige Album wurde mit amerikanischen Musikern aufgenommen, darunter der Jazzpianist Greg Mathieson. Alle drei Titel wurden mehrfach international gecovert, wobei der Gloria-Version von Laura Branigan der größte Erfolg beschieden war. Nach mehreren Tourneen veröffentlichte Tozzi das Livealbum In concerto. 1981 erschien das Studioalbum Notte rosa, gefolgt von Eva (1982) und Hurrah (1984).
Nach einer mehrjährigen Pause nahm Tozzi 1987 erstmals am Sanremo-Festival teil und gewann dieses im Trio mit Gianni Morandi und Enrico Ruggeri mit dem Lied Si può dare di più, später lange die offizielle Hymne der Nazionale italiana cantanti bei ihren Fußballspielen für wohltätige Zwecke. Im Frühjahr nahm Tozzi gemeinsam mit Raf mit Gente di mare am Eurovision Song Contest 1987 teil, belegte dort den dritten Platz und erhielt den Kritikerpreis. Im Herbst kam das Album Invisible auf den Markt. Darauf folgte 1988 mit Royal Albert Hall ein zweiter Live-Mitschnitt, aufgenommen in der gleichnamigen Konzerthalle. Das letzte in Zusammenarbeit mit Giancarlo Bigazzi entstandene Album, Gli altri siamo noi, erschien 1991. Als Sprungbrett für die gleichnamige Single diente das Sanremo-Festival 1991 (Platz vier).
1994 gewann Umberto Tozzi erneut den Wettbewerb Festivalbar (nach 1977 mit Ti amo) mit Io muoio di te, enthalten auf dem Album Equivocando, seinem ersten Werk, für das er vollständig als Komponist und Texter verantwortlich zeichnete. Nach Il grido (1996), erneut komplett von Tozzi geschrieben und interpretiert, folgte 1997 eine Zusammenarbeit mit Mogol für das Album Aria & Cielo. In den nächsten Jahren wechselten sich Sampler mit teilweise völlig neu aufgenommenen Versionen seiner Evergreens (1999: Bagaglio a mano, 2002: The Best of Umberto Tozzi) mit neuen Alben ab, die jeweils während des Sanremo-Festivals dem italienischen Publikum vorgestellt wurden: Im Jahre 2000 Un’altra vita und 2005 Le parole.

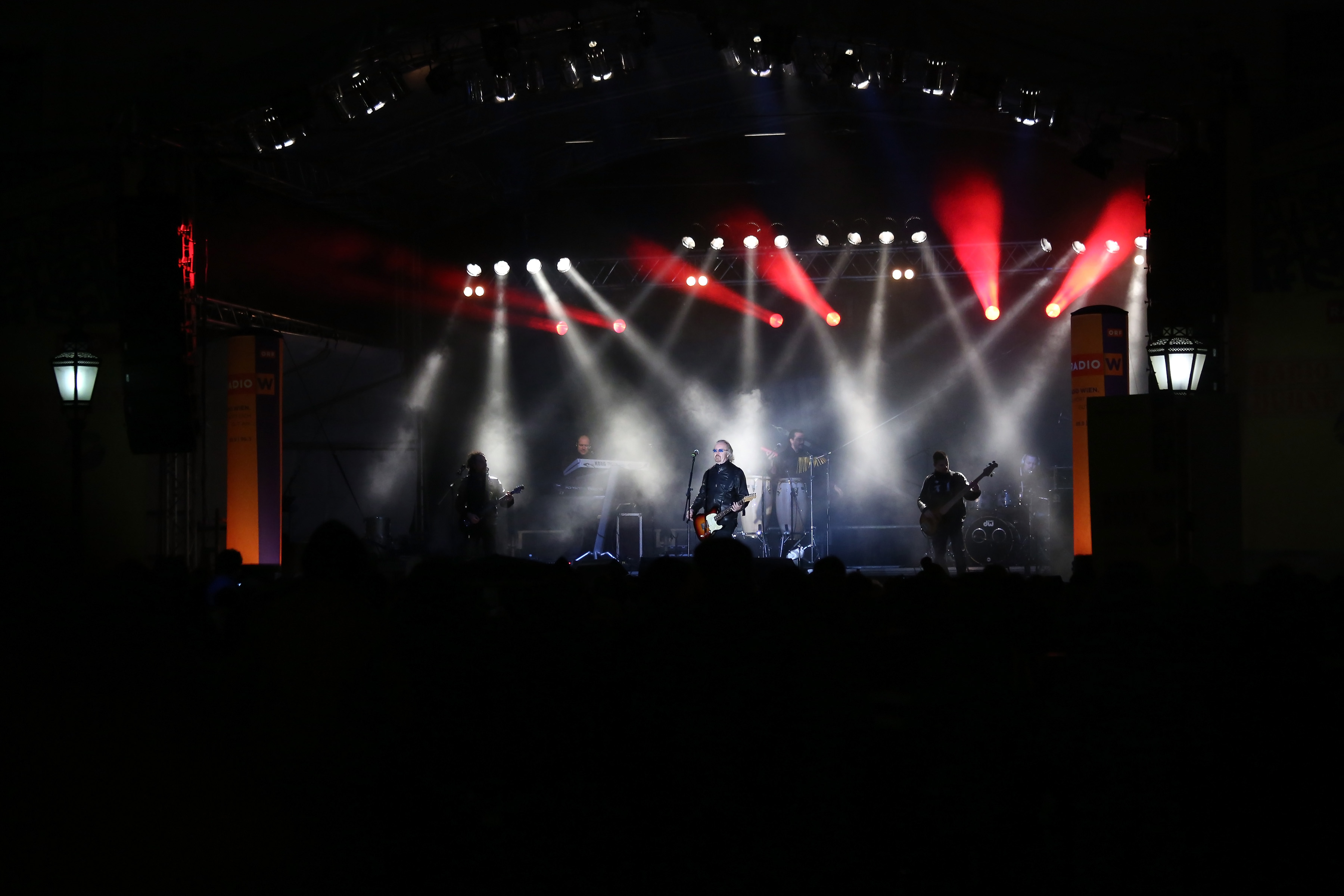
Umberto Tozzi bei einem Auftritt in Wien 2014

Neuland betrat Tozzi 2006 mit Heterogene Project, bei dessen gleichnamigem Album er einige Lounge-Titel beisteuerte. Die Abnabelung von seinem langjährigen Plattenlabel CGD/Warner wurde durch die Kompilation Tutto Tozzi verzögert. Durch das gemeinsame Projekt mit Marco Masini, Tozzi Masini, gelang aber der Absprung in Richtung MBO. 2009 brachte Tozzi gleich zwei Alben auf den Markt: Im Frühjahr war es das Best-Of-Doppelalbum Non solo live, im September das neue Studioalbum Superstar. Drei Jahre später erschien Yesterday, Today, anschließend unternahm der Musiker eine ausgedehnte internationale Tournee. Erst 2015 erschien mit Ma che spettacolo ein weiteres Studioalbum.
Anlässlich des 40-jährigen Jubiläums des Hits Ti amo nahm Tozzi 2017 eine neue Version des Liedes mit der Sängerin Anastacia auf, enthalten auf dem Sammelalbum Quarant’anni che ‘Ti amo’. In diesem Rahmen gab er auch ein Eventkonzert in der Arena von Verona. 2018 begann der Musiker ein gemeinsames Projekt mit Raf (nach dem Erfolg von 1987).

## Diskografie

### Studioalben
| Jahr | Titel Musiklabel                            | Höchstplatzierung, Gesamtwochen, AuszeichnungChartplatzierungen (Jahr, Titel, Musiklabel, Platzierungen, Wochen, Auszeichnungen, Anmerkungen) | Höchstplatzierung, Gesamtwochen, AuszeichnungChartplatzierungen (Jahr, Titel, Musiklabel, Platzierungen, Wochen, Auszeichnungen, Anmerkungen) | Höchstplatzierung, Gesamtwochen, AuszeichnungChartplatzierungen (Jahr, Titel, Musiklabel, Platzierungen, Wochen, Auszeichnungen, Anmerkungen) | Höchstplatzierung, Gesamtwochen, AuszeichnungChartplatzierungen (Jahr, Titel, Musiklabel, Platzierungen, Wochen, Auszeichnungen, Anmerkungen) | Höchstplatzierung, Gesamtwochen, AuszeichnungChartplatzierungen (Jahr, Titel, Musiklabel, Platzierungen, Wochen, Auszeichnungen, Anmerkungen) | Anmerkungen                                                         |
| Jahr | Titel Musiklabel                            | IT | DE | AT | CH | FR | Anmerkungen                                                         |
| ---- | ------------------------------------------- | --- | --- | --- | --- | --- | ------------------------------------------------------------------- |
| 1976 | Donna amante mia CGD                        | — | — | — | — | — |                                                                     |
| 1977 | È nell’aria … ti amo CGD                    | IT7 (17 Wo.)IT | — | — | — | — |                                                                     |
| 1978 | Tu CGD                                      | IT2 (22 Wo.)IT | — | AT12 (4 Wo.)AT | — | — |                                                                     |
| 1979 | Gloria CGD                                  | IT2 (21 Wo.)IT | — | AT21 (4 Wo.)AT | — | — |                                                                     |
| 1980 | Tozzi CGD                                   | IT2 (25 Wo.)IT | — | — | — | — |                                                                     |
| 1981 | Notte rosa CGD                              | IT4 (19 Wo.)IT | — | — | — | — |                                                                     |
| 1982 | Eva CGD                                     | IT6 (14 Wo.)IT | — | — | — | — |                                                                     |
| 1984 | Hurrah CGD                                  | — | — | — | — | — |                                                                     |
| 1987 | Invisibile CGD                              | IT18 (6 Wo.)IT | — | — | — | — |                                                                     |
| 1991 | Gli altri siamo noi CGD                     | IT4 (30 Wo.)IT | — | — | — | FR21 Gold · (8 Wo.)FR | Verkäufe: + 100.000                                                 |
| 1994 | Equivocando CGD                             | IT2 (28 Wo.)IT | — | — | CH32 (3 Wo.)CH | FR39 (1 Wo.)FR |                                                                     |
| 1996 | Il grido CGD East West                      | IT3 (12 Wo.)IT | — | — | — | — |                                                                     |
| 1997 | Aria e cielo CGD East West                  | IT4 (7 Wo.)IT | — | — | — | — |                                                                     |
| 2000 | Un’altra vita CGD East West                 | IT35 (1 Wo.)IT | — | — | — | — | Erstveröffentlichung: 24. Februar 2000                              |
| 2005 | Le parole Atlantic Records / Warner Music   | IT24 (4 Wo.)IT | — | — | — | — | Erstveröffentlichung: 4. März 2005                                  |
| 2006 | Tozzi / Masini MBO / Universal Music        | IT23 (13 Wo.)IT | — | — | — | — | Erstveröffentlichung: 24. November 2006 Coveralbum mit Marco Masini |
| 2012 | Yesterday, Today Momy Records / Edel        | IT7 (10 Wo.)IT | — | — | — | FR57 (10 Wo.)FR | Erstveröffentlichung: 15. Mai 2012 Studioalbum + Kompilation        |
| 2015 | Ma che spettacolo Momy Records / Sony Music | IT9 (5 Wo.)IT | — | — | — | — |                                                                     |
| 2018 | Raf Tozzi Sugar                             | IT24 (6 Wo.)IT | — | — | — | — | Erstveröffentlichung: 30. November 2018 mit Raf                     |

grau schraffiert: keine Chartdaten aus diesem Jahr verfügbar

### Livealben
| Jahr | Titel Musiklabel                                              | Höchstplatzierung, Gesamtwochen, AuszeichnungChartplatzierungen (Jahr, Titel, Musiklabel, Platzierungen, Wochen, Auszeichnungen, Anmerkungen) | Höchstplatzierung, Gesamtwochen, AuszeichnungChartplatzierungen (Jahr, Titel, Musiklabel, Platzierungen, Wochen, Auszeichnungen, Anmerkungen) | Höchstplatzierung, Gesamtwochen, AuszeichnungChartplatzierungen (Jahr, Titel, Musiklabel, Platzierungen, Wochen, Auszeichnungen, Anmerkungen) | Höchstplatzierung, Gesamtwochen, AuszeichnungChartplatzierungen (Jahr, Titel, Musiklabel, Platzierungen, Wochen, Auszeichnungen, Anmerkungen) | Höchstplatzierung, Gesamtwochen, AuszeichnungChartplatzierungen (Jahr, Titel, Musiklabel, Platzierungen, Wochen, Auszeichnungen, Anmerkungen) | Anmerkungen                                     |
| Jahr | Titel Musiklabel                                              | IT | DE | AT | CH | FR | Anmerkungen                                     |
| ---- | ------------------------------------------------------------- | --- | --- | --- | --- | --- | ----------------------------------------------- |
| 1988 | Royal Albert Hall CGD                                         | IT9 (18 Wo.)IT | — | — | — | — | Erstveröffentlichung: 21. Februar 1988          |
| 2009 | Non solo live Sony Music                                      | IT16 (7 Wo.)IT | — | — | — | FR183 (1 Wo.)FR |                                                 |
| 2017 | Quarant’anni che ti amo – Best Live Momy Records / Sony Music | IT8 (9 Wo.)IT | — | — | — | — |                                                 |
| 2017 | Quarant’anni che ti amo – In arena Momy Records / Sony Music  | IT33 (4 Wo.)IT | — | — | — | — |                                                 |
| 2019 | Due – La nostra storia Warner Music Italy                     | IT47 (2 Wo.)IT | — | — | — | — | Erstveröffentlichung: 29. November 2019 mit Raf |

Weitere Livealben
- 1980: In concerto (CGD)

### Kompilationen (Auswahl)
| Jahr | Titel Musiklabel                                | Höchstplatzierung, Gesamtwochen, AuszeichnungChartplatzierungen (Jahr, Titel, Musiklabel, Platzierungen, Wochen, Auszeichnungen, Anmerkungen) | Höchstplatzierung, Gesamtwochen, AuszeichnungChartplatzierungen (Jahr, Titel, Musiklabel, Platzierungen, Wochen, Auszeichnungen, Anmerkungen) | Höchstplatzierung, Gesamtwochen, AuszeichnungChartplatzierungen (Jahr, Titel, Musiklabel, Platzierungen, Wochen, Auszeichnungen, Anmerkungen) | Höchstplatzierung, Gesamtwochen, AuszeichnungChartplatzierungen (Jahr, Titel, Musiklabel, Platzierungen, Wochen, Auszeichnungen, Anmerkungen) | Höchstplatzierung, Gesamtwochen, AuszeichnungChartplatzierungen (Jahr, Titel, Musiklabel, Platzierungen, Wochen, Auszeichnungen, Anmerkungen) | Anmerkungen                                             |
| Jahr | Titel Musiklabel                                | IT | DE | AT | CH | FR | Anmerkungen                                             |
| ---- | ----------------------------------------------- | --- | --- | --- | --- | --- | ------------------------------------------------------- |
| 1987 | Minuti di un’eternità CGD                       | IT17 (11 Wo.)IT | — | — | CH29 (1 Wo.)CH | — | Erstveröffentlichung: 15. Juni 1987                     |
| 1991 | Le mie canzoni CGD                              | IT6 (19 Wo.)IT | — | — | CH— GoldCH | FR2 Platin · (34 Wo.)FR | Verkäufe: + 325.000                                     |
| 1999 | Bagaglio a mano CGD East West                   | IT18 (13 Wo.)IT | — | — | — | — |                                                         |
| 2002 | The Best of Umberto Tozzi CGD East West         | IT5 (24 Wo.)IT | — | — | CH33 (27 Wo.)CH | FR13 (14 Wo.)FR |                                                         |
| 2006 | Tutto Tozzi Warner Music Italy                  | IT18 Gold (2015) · (24 Wo.)IT | — | — | — | — | Erstveröffentlichung: 24. Mai 2006 Verkäufe: + 25.000   |
| 2009 | Superstar Momy Records / Universal Music        | IT17 (5 Wo.)IT | — | — | — | — | Erstveröffentlichung: 18. September 2009                |
| 2011 | Double Best Of Warner Music                     | — | — | — | — | FR41 (8 Wo.)FR | Erstveröffentlichung: 25. Juli 2011 mit Claude Barzotti |
| 2012 | Yesterday – The Best of 1976–2012 Edel          | IT*IT | — | — | — | FR*FR | - siehe Studioalbum Yesterday, Today                    |
| 2017 | Ti amo – All The Hits & More Warner Music Italy | IT34 (4 Wo.)IT | — | — | — | — | Erstveröffentlichung: 21. April 2017                    |

### Singles (Auswahl)
| Jahr | Titel Album                              | Höchstplatzierung, Gesamtwochen, AuszeichnungChartplatzierungen (Jahr, Titel, Album, Platzierungen, Wochen, Auszeichnungen, Anmerkungen) | Höchstplatzierung, Gesamtwochen, AuszeichnungChartplatzierungen (Jahr, Titel, Album, Platzierungen, Wochen, Auszeichnungen, Anmerkungen) | Höchstplatzierung, Gesamtwochen, AuszeichnungChartplatzierungen (Jahr, Titel, Album, Platzierungen, Wochen, Auszeichnungen, Anmerkungen) | Höchstplatzierung, Gesamtwochen, AuszeichnungChartplatzierungen (Jahr, Titel, Album, Platzierungen, Wochen, Auszeichnungen, Anmerkungen) | Höchstplatzierung, Gesamtwochen, AuszeichnungChartplatzierungen (Jahr, Titel, Album, Platzierungen, Wochen, Auszeichnungen, Anmerkungen) | Anmerkungen                                                               |
| Jahr | Titel Album                              | IT | DE | AT | CH | FR | Anmerkungen                                                               |
| ---- | ---------------------------------------- | --- | --- | --- | --- | --- | ------------------------------------------------------------------------- |
| 1977 | Ti amo È nell’aria… ti amo               | IT1 Platin (2023) · (24 Wo.)IT | DE4 (25 Wo.)DE | AT3 (32 Wo.)AT | CH1 (22 Wo.)CH | FR39* Platin · (26 Wo.)FR | B-Seite: Dimentica, dimentica * Wiedereinstieg 2002 Verkäufe: + 1.150.000 |
| 1978 | Tu                                       | IT1 Gold (2021) · (21 Wo.)IT | DE17 (21 Wo.)DE | AT5 (16 Wo.)AT | CH1 (22 Wo.)CH | FR— GoldFR | B-Seite: Perdendo Anna Verkäufe: + 535.000                                |
| 1979 | Gloria                                   | IT2 Platin (2024) · (16 Wo.)IT | DE8 (34 Wo.)DE | AT4 (16 Wo.)AT | CH1 (17 Wo.)CH | — | B-Seite: Aria di lei Verkäufe: + 100.000                                  |
| 1980 | Stella stai Tozzi                        | IT3 Gold (2024) · (16 Wo.)IT | DE61 (1 Wo.)DE | AT18 (4 Wo.)AT | CH3 (10 Wo.)CH | — | B-Seite: Dimmi di no Verkäufe: + 50.000                                   |
| 1982 | Eva                                      | IT8 (13 Wo.)IT | — | — | — | — | B-Seite: Mama                                                             |
| 1983 | Nell’aria c’è Hurrah                     | IT6 (16 Wo.)IT | — | — | — | — | B-Seite: Come un carillon                                                 |
| 1984 | Hurrah! Hurrah                           | IT19 (4 Wo.)IT | — | — | — | — |                                                                           |
| 1987 | Si può dare di più Minuti di un’eternità | IT1 Gold (2024) · (16 Wo.)IT | — | — | CH15 (4 Wo.)CH | — | mit Gianni Morandi und Enrico Ruggeri B-Seite: La canzone della verità    |
| 1987 | Gente di mare … minuti di un eternità    | IT5 Gold (2024) · (23 Wo.)IT | DE39 (8 Wo.)DE | AT8 (16 Wo.)AT | CH7 (17 Wo.)CH | — | mit Raf B-Seite: Lascia che sia il tuo cuore                              |
| 1988 | Immensamente Invisibile                  | IT18 (4 Wo.)IT | — | — | — | — | B-Seite: Tu sei di me                                                     |
| 1991 | Gli altri siamo noi                      | IT4 (19 Wo.)IT | — | — | — | FR13 (21 Wo.)FR | B-Seite: Dimentica dimentica                                              |
| 1991 | Gli innamorati Gli altri siamo noi       | IT10 (16 Wo.)IT | — | — | — | — | B-Seite: Gli altri siamo noi                                              |
| 1994 | Io muoio di te Equivocando               | — | DE76 (7 Wo.)DE | — | — | — | Erstveröffentlichung: 25. März 1994                                       |
| 2002 | E non volo The Best of Umberto Tozzi     | IT10 (2 Wo.)IT | — | — | — | — |                                                                           |
| 2002 | Ti amo (Rien que des mots) –             | — | — | — | CH10 (16 Wo.)CH | FR3 Platin · (21 Wo.)FR | Erstveröffentlichung: 19. April 2002 mit Lena Ka Verkäufe: + 500.000      |
| 2003 | Toi, tú Entre les mots                   | — | — | — | CH19 (17 Wo.)CH | FR5 Gold · (22 Wo.)FR | Erstveröffentlichung: 14. November 2003 mit Cérena Verkäufe: + 250.000    |
| 2005 | Le parole                                | IT35 (3 Wo.)IT | — | — | — | — |                                                                           |
| 2006 | Come si fa? Tozzi / Masini               | IT13 (8 Wo.)IT | — | — | — | — | mit Marco Masini                                                          |
| 2008 | Petite Marie Non solo live               | IT8 (2 Wo.)IT | — | — | — | — | Erstveröffentlichung: 8. September 2008                                   |

grau schraffiert: keine Chartdaten aus diesem Jahr verfügbar

## Auszeichnungen für Musikverkäufe
| Goldene Schallplatte - Australien - 1981: für die Single Ti amo - Belgien - 2002: für die Single Ti amo (Rien que des mots) - Spanien - 1980: für die Single Gloria | Platin-Schallplatte - Belgien - 2008: für das Album The Best of Umberto Tozzi - Spanien - 2001: für das Album Grandes Exitos |

Anmerkung: Auszeichnungen in Ländern aus den Charttabellen bzw. Chartboxen sind in ebendiesen zu finden.
| Land/RegionAuszeichnungen für Musikverkäufe (Land/Region, Auszeichnungen, Verkäufe, Quellen) | Gold       | Platin     | Verkäufe  | Quellen                 |
| -------------------------------------------------------------------------------------------- | ---------- | ---------- | --------- | ----------------------- |
| Australien (ARIA)                                                                            | Gold1      | —          | 50.000    | Einzelnachweise         |
| Belgien (BRMA)                                                                               | Gold1      | Platin1    | 55.000    | ultratop.be             |
| Frankreich (SNEP)                                                                            | 3× Gold3   | 3× Platin3 | 2.650.000 | infodisc.fr             |
| Italien (FIMI)                                                                               | 5× Gold5   | 2× Platin2 | 410.000   | fimi.it                 |
| Schweiz (IFPI)                                                                               | Gold1      | —          | 25.000    | hitparade.ch            |
| Spanien (Promusicae)                                                                         | Gold1      | Platin1    | 125.000   | elportaldemusica.es ES2 |
| Insgesamt                                                                                    | 12× Gold12 | 7× Platin7 |           |                         |